# Мартин Вучић
Мартин Вучић (мкд. Мартин Вучиќ; Скопље, 7. август 1982) македонски је поп певач.

## Биографија
Основну школу је завршио у родном Скопљу и од детињства се бави музиком. Почео је да свира бубњеве са три године, а са седам је наступао на дечјим фестивалима. Године 2002. освојио је друго место на фестивалу Охрид Фест са песмом Рано ми е да се врзам, која је проглашена и за песму године.   Изабран је за представника Македоније на Песми Евровизије 2005. године у Кијеву, где је заузео 15. место са нумером Make my day
У медијима, познат је по пријатељству са познатим македонским певачем Тошетом Проеском који му је написао главну песму на истоименом албуму "Муза", као и са македонском певачицом Тамаром Тодевском. 
Године 2008. издао је инструментални албум са музиком за традиционални плес које је компоновао његов деда Пеце Атанасовски. 
Завршио је мастер музичких уметности и ради као доцент на Музичкој Академији. Ради и у македонској Филхармонији

## Дискографија
- Рано ми је да се вежем (2002)
- Рано ми е да се врзам (2003)
- Муза (2003)
- Пут до истине (2005)
- Македонски звуци (2008)

### Синглови
- (2005)
- (2006)
- (2007)